# Alexander Anatoljewitsch Wlassow
Alexander Anatoljewitsch Wlassow (russisch Александр Анатольевич Власов, in den Medien üblicherweise Aleksandr Vlasov; * 23. April 1996 in Wyborg) ist ein russischer Radrennfahrer.

## Sportlicher Werdegang
Alexander Wlassow wurde 2014 Mitglied der russischen Juniorennationalmannschaft im Straßenradsport und gewann mit dem GP Général Patton ein Rennen des UCI Men Juniors Nations’ Cup. Zur Saison 2018 schloss er sich dem russischen Professional Continental Team Gazprom-RusVelo an und bestritt in seiner ersten Saison mit Mailand–Sanremo ein Monument des Radsports. Weiters machte er durch den Gewinn des Giro Ciclistico d’Italia auf sich aufmerksam und belegte wenige Monate später den vierten Gesamtrang der Tour de l’Avenir.

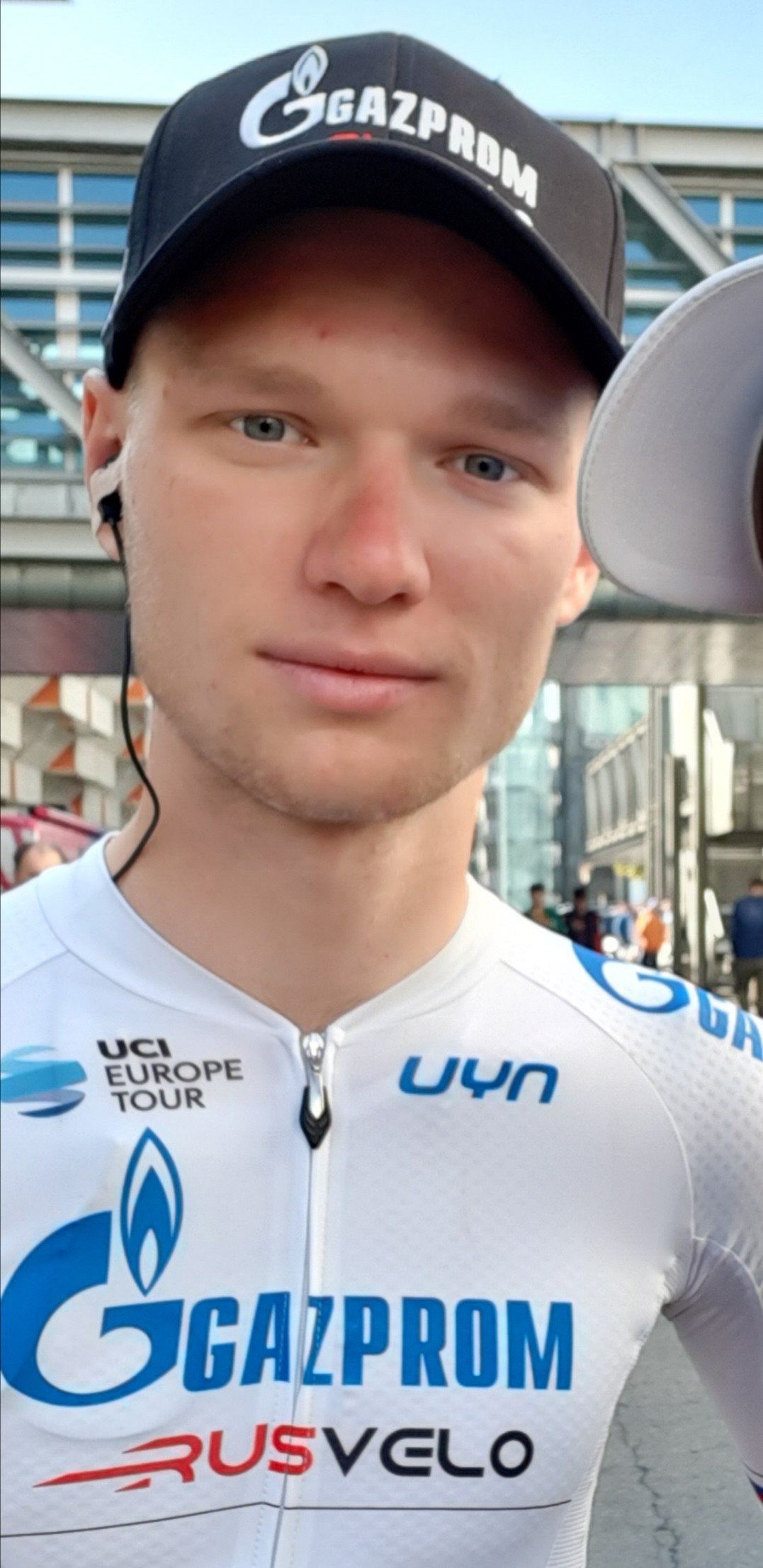
Alexander Wlassow im Trikot von Gazprom-RusVelo (2019)

Im Jahr 2019 fuhr er mehrere Top-10-Platzierungen bei kleineren Rundfahrten ein und stand am Podium der Asturien-Rundfahrt und Slowenien-Rundfahrt, bei der er auch die Bergwertung für sich entschied. Nachdem er russischer Meister im Straßenrennen wurde, gewann er bei der Österreich-Rundfahrt die Bergankunft auf dem Kitzbüheler Horn.
Zur Saison 2020 wechselte Wlassow zum UCI WorldTeam Astana Pro Team und gewann in seinem ersten Rennen die 2. Etappe der Tour de La Provence. Zudem belegte er hinter Nairo Quintana den zweiten Rang in der Gesamtwertung und sicherte sich so die Nachwuchswertung. Nach Platz drei bei der Route d’Occitanie gewann er die Mont Ventoux Dénivelé Challenge, ehe er Vierter der Gran Piemonte und Dritter der Lombardei-Rundfahrt wurde. Wenige Tage später erzielte mit dem Gewinn des Giro dell’Emilia seinen ersten Erfolg in der UCI ProSeries. Nachdem er mit Gesamtrang fünf und dem Sieg der Nachwuchswertung bei Tirreno–Adriatico aufzeigte, erhielt er beim Giro d’Italia 2020 seinen ersten Grand Tour Einsatz, musste die Rundfahrt jedoch bereits auf der 2. Etappe wegen Magenproblemen aufgeben. Nach seinem Ausscheiden nahm er an der Vuelta a España 2020 teil und beendete diese auf dem elften Gesamtrang, wobei er die 12. Etappe, die auf der Alto de Angliru zu Ende ging, aus dem Hauptfeld auf dem zweiten Platz beendete.
Im Frühjahr der Saison 2021 wurde Wlassow hinter Maximilian Schachmann Zweiter bei Paris–Nizza und sicherte sich so die Nachwuchswertung. Nach dem dritten Gesamtrang bei der Tour of the Alps ging er beim Giro d’Italia 2021 an den Start, den er auf dem vierten Gesamtrang beendete. Nachdem er sich den nationalen Meistertitel im Zeitfahren gesichert hatte, vertrat er Russland bei den Olympischen Spielen in Tokio. Die Vuelta a España 2021 gab er nach der 19. Etappe auf, wobei er zu diesem Zeitpunkt im Gesamtklassement bereits über eine Stunde zurücklag.

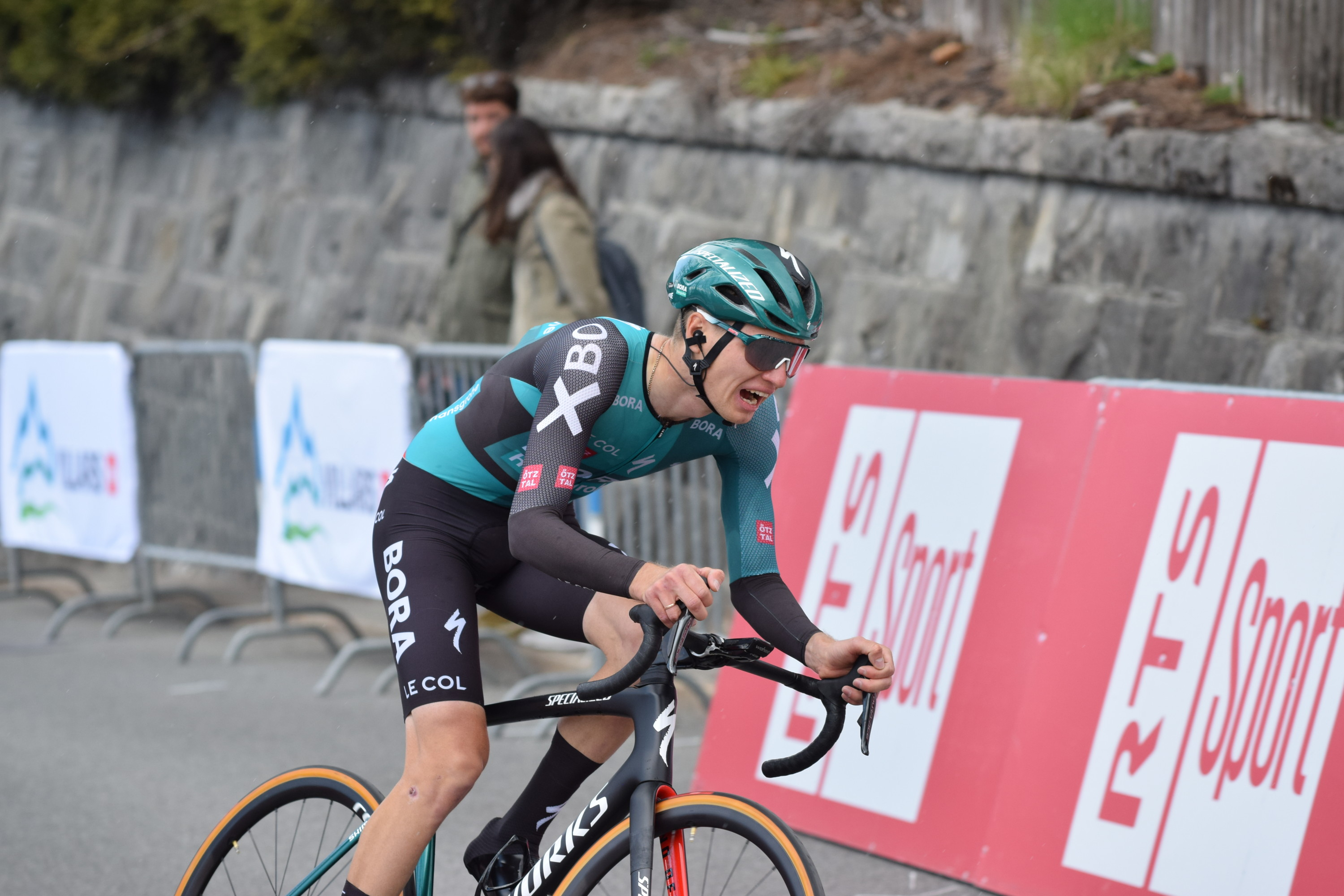
Alexander Wlassow im Bergzeitfahren der Tour de Romandie 2022

Zur Saison 2022 wechselte Wlassow zum Team Bora-hansgrohe, um dort den Bereich der Klassementfahrer zu verstärken. Angesichts der russischen Invasion der Ukraine zeigte sich Wlassow öffentlich schockiert und drückte seinen Wunsch nach baldigem Frieden aus. Nachdem Wlassow die Gesamtwertung der Valencia-Rundfahrt gewann, sicherte er sich mit dem Sieg im abschließenden Bergzeitfahren der Tour de Romandie auch die Gesamtwertung dieses Rennens und damit seinen ersten Erfolg in der UCI WorldTour. Bei der Tour de Suisse 2022 gewann er die 5. Etappe und übernahm die Gesamtführung, konnte aber aufgrund eines positiven COVID-19-Tests zur sechsten Etappe nicht mehr antreten. Seine erste Tour de France beendete er als Fünfter der Gesamtwertung. Weiters zeigte er auch bei den Eintagesrennen auf und wurde im Frühjahr Dritter des Flèche Wallonne.
Im Jahr 2023 fuhr Wlassow im Frühjahr konstant gute Ergebnisse ein, ehe er den Giro d’Italia 2023 krankheitsbedingt auf der 10. Etappe verließ. Nach Platz drei bei der Clásica San Sebastián wurde er in Vorbereitung auf die Spanien-Rundfahrt Zweiter der Burgos-Rundfahrt. Die Vuelta a España 2023 beendete er auf dem siebten Gesamtrang. Bei der Lombardei-Rundfahrt zum Saisonabschluss verpasste er als Vierter nur knapp das Podium.
Zu Beginn der Saison 2024 zeigte Wlassow mit guten Leistungen bei der Mallorca Challenge auf, ehe er Gesamtdritter der Valencia-Rundfahrt wurde. Bei Paris–Nizza 2024 gewann er nach mehr als einem Jahr wieder ein Etappe. Bei der Tour de Romandie belegte er mit nur sieben Sekunden Rückstand den zweiten Gesamtrang. Im Juni 2024 wurde er vom IOC für den Start an den Olympischen Spielen in Paris unter neutraler Flagge zugelassen. Wenige Tage später erklärte er seinen Verzicht auf einen Start: das Streckenprofil passe nicht zu ihm und sein Terminkalender sei voll. Nachdem er das Critérium du Dauphiné als Helfer von Primož Roglič bestritten hatte, ging er bei der Tour de France an den Start, wo er auf der 9. Etappe zu Sturz kam und die Rundfahrt mit einem Knöchelbruch am ersten Ruhetag verließ. Zur Vuelta a España 2024 war er wieder rechtzeitig fit und in den Bergen ein wichtiger Helfer von Primož Roglič bei dessen Gesamtsieg. Auf der 15. Etappe war er Teil einer Ausreißergruppe und verpasste als Zweiter nur knapp seinen ersten Tageserfolg bei einer Grand Tour.

## Erfolge
2014
- Gesamtwertung und eine Etappe GP Général Patton

2018
- Gesamtwertung Giro Ciclistico d’Italia
- eine Etappe und Bergwertung Toscana Terra di Ciclismo Eroica

2019
- eine Etappe Österreich-Rundfahrt
- Bergwertung Tour of Slovenia
- Russischer Meister – Straßenrennen

2020
- eine Etappe und Nachwuchswertung Tour de La Provence
- Mont Ventoux Dénivelé Challenge
- Giro dell’Emilia
- Nachwuchswertung Tirreno-Adriatico

2021
- Nachwuchswertung Paris–Nizza
- Russischer Meister – Einzelzeitfahren

2022
- Gesamtwertung und eine Etappe Valencia-Rundfahrt
- Gesamtwertung und eine Etappe Tour de Romandie
- eine Etappe Tour de Suisse

2024
- eine Etappe Paris–Nizza

## Wichtige Platzierungen
| Grand Tour            | 2018 | 2019 | 2020 | 2021 | 2022 | 2023 | 2024 | 2025 |
| --------------------- | ---- | ---- | ---- | ---- | ---- | ---- | ---- | ---- |
| Giro d’ItaliaGiro     | –    | –    | DNF  | 4    | –    | DNF  | –    | –    |
| Tour de FranceTour    | –    | –    | –    | –    | 5    | –    | DNF  | 27   |
| Vuelta a EspañaVuelta | –    | –    | 11   | DNF  | –    | 7    | 18   |      |

| Monument                 | 2018 | 2019 | 2020 | 2021 | 2022 | 2023 | 2024 |
| ------------------------ | ---- | ---- | ---- | ---- | ---- | ---- | ---- |
| Mailand–Sanremo          | 101  | –    | –    | –    | –    | –    | –    |
| Flandern-Rundfahrt       | –    | –    | –    | –    | –    | –    | –    |
| Paris–Roubaix            | –    | –    | –    | –    | –    | –    | –    |
| Lüttich–Bastogne–Lüttich | –    | –    | –    | –    | 14   | 46   | 20   |
| Lombardei-Rundfahrt      | –    | 107  | 3    | 39   | 18   | 4    |      |